# Шэнь Хайсюн
Шэнь Хайсюн (кит. 慎海雄, род. февраль 1967, Хучжоу, Чжэцзян) — китайский государственный и политический деятель, президент Медиакорпорации Китая (China Media Group) с 21 марта 2018 года и главный редактор корпорации с 9 мая 2020 года. Заместитель заведующего Отделом пропаганды ЦК КПК по совмещению должностей.
Ранее президент Центрального телевидения Китая (2018), заведующий отделом пропаганды парткома КПК провинции Гуандун (2014—2016), журналист и репортёр различных агентств.
Кандидат в члены ЦК КПК 19-го созыва, член Центрального комитета Компартии Китая 20-го созыва.

## Биография
Родился в феврале 1967 года в Хучжоу, провинция Чжэцзян.
Окончил Университет Ханчжоу с дипломом бакалавра по специальности «китайский язык», затем Шанхайский университет Цзяотун (диплом магистра).
Значительную часть своей карьеры работал репортёром и редактором новостей, в том числе в чжэцзянском отделении государственного информационного агентства Синьхуа, а также главным редактором шанхайского отделения этого же агентства. Лауреат премии «Десять лучших журналистов Синьхуа».
В августе 2012 года — заместитель главного редактора информационного агентства Синьхуа, в ноябре того же года одновременно занял посты председателя совета директоров China Economic Society Holdings и директора Центра новых медиа. В июле 2014 года повышен до заместителя директора ИА Синьхуа в ранге заместителя министра Центрального правительства .
С августа 2015 года — заведующий отделом пропаганды и член Постоянного комитета парткома КПК провинции Гуандун.
В феврале 2018 года переведён в Пекин, назначен главой Центрального телевидения Китая (CCTV) и по совместительству заместителем начальника Государственного управления по делам печати, радиовещания, кино и телевидения. После реорганизации ряда медиаструктур 21 марта 2018 года возглавил вновь образованную Медиакорпорацию Китая и партком КПК этой корпорации.

## Награды
- Орден Дружбы (18 ноября 2021 года, Россия) — за большой личный вклад в укрепление дружбы, сотрудничества и взаимопонимания между народами России и Китая[8][9].